# Bat Szelomo
Bat Szelomo (hebr. בת שלמה; ang. Bat Shlomo) – moszaw położony w Samorządzie Regionu Chof ha-Karmel, w dystrykcie Hajfa, w Izraelu.

## Położenie
Moszaw jest położony w południowej części masywu Góry Karmel, w odległości 8 kilometrów od wybrzeża Morza Śródziemnego. Okoliczne wzgórza są zalesione. Na południe od moszawu jest wadi rzeki Nachal Dalijja, do której spływają mniejsze strumienie Tut i Elkana. Od północy moszaw omija strumień Tlimon, który również spływa na zachodzie do wadi Dalijja. W jego otoczeniu znajduje się miasteczka Zichron Ja’akow i Furajdis, kibuc Ramot Menasze, moszawy Ofer, Kerem Maharal, Eljakim i Ammikam, oraz wioska młodzieżowa Me’ir Szefeja.

## Demografia
Liczba mieszkańców Bat Szelomo:

## Historia
Kolonia został założony w 1889 roku dzięki pomocy finansowej barona Edmonda de Rothschilda. Został nazwany na cześć Betty Salomon Rothschild, córki Salomona Rothschilda, żydowskiego bankiera i filantropa, który wspierał założenie i dalszy rozwój osady rolniczej Bat Szlomo. Pierwotnie osiedliło się tutaj dwadzieścia rodzin żydowskich. Działalność kolonii była ściśle związana z rozwojem pobliskiego miasteczka Zichron Ja’akow. Rozwój osiedla był mocno ograniczony przez sąsiedztwo arabskich wiosek. Tutejsze wioski Ajn Ghazal, Idżzim i Dżaba nazywano podczas I wojny izraelsko-arabskiej w 1948 „Małym Trójkątem”. Wioski te odmówiły współpracy z Arabską Armią Wyzwoleńczą, ale jednocześnie odmawiały zawarcia porozumienia z Izraelczykami. W lipcu 1948 kolonia Bat Szlomo posłużyła jako baza do rozpoczęcia wojskowej operacji Szoter, podczas której nastąpiła likwidacja „Małego Trójkąta”. Po wojnie do kolonii przyjechali imigranci z Polski i Węgier. W 1951 rozbudowano kolonię o nowe osiedle położone na południe od głównej drogi. Umożliwiło to przyjęcie nowych imigrantów z Rumunii i Jemenu. Powstał wówczas moszaw Bat Szlomo.

## Kultura i sport
W moszawie znajduje się ośrodek kultury z biblioteką. Z obiektów sportowych jest sala sportowa i boisko piłkarskie.

## Turystyka
Moszaw dysponuje pokojami do wynajęcia dla turystów. Okoliczne wzgórza zostały staraniem Żydowskiego Funduszu Narodowego zalesione. Są to popularne tereny do turystyki pieszej i rowerowej. Na południe od moszaw utworzono strefę turystyczną z zachowanymi budynkami z końca XIX wieku, w tym synagogą.

## Gospodarka i infrastruktura
Gospodarka moszawu opiera się na rolnictwie i sadownictwie. W sierpniu 2008 utworzono spółdzielnię prowadzącą sklep z produktami żywności ekologicznej bez użycia zbędnych opakowań. W sklepie dostępne są wszystkie lokalne produkty spożywcze: mleko kozie, sery, owoce, warzywa, oliwa z oliwek, jaja, domowe wypieki i inne. Na północny wschód od moszawu znajduje się elektrownia. W moszawie znajduje się ośrodek zdrowia, warsztat mechaniczny oraz sklep wielobranżowy.

## Transport
Przez moszaw przebiega drogi ekspresowej nr 70, którą jadąc na zachód dojeżdża się do skrzyżowania z drogą nr 652 prowadzącą na północ do wioski młodzieżowej Me’ir Szefeja lub na południe do miasteczka Zichron Ja’akow. Natomiast jadąc drogą ekspresową nr 70 na wschód dojeżdża się do węzła drogowego z autostradą nr 6.